# Arthur – Kein Kind von Traurigkeit
Arthur – Kein Kind von Traurigkeit ist ein US-amerikanischer Spielfilm aus dem Jahre 1981. Die Fortsetzung Arthur 2 – On the Rocks erschien 1988.

## Handlung
Arthur ist ein verwöhnter Multimillionärssohn, der noch nie in seinem Leben gearbeitet hat. Behütet von seinem alten Butler Hobson ist er aufgewachsen, doch er langweilt sich schrecklich. Er trinkt aus Einsamkeit und Mutlosigkeit. Sein Vater möchte, dass er Susan Johnson heiratet. Sie ist die einzige Tochter eines Geschäftsfreundes, der seine Millionen eher nicht durch legale Geschäfte verdient hat, Arthur möchte diese Frau jedoch nicht heiraten. Vater und auch Großmutter Martha drohen damit, ihn zu enterben. Dies würde für Arthur das Ende seiner Ausschweifungen bedeuten, zumal er nicht vorbereitet ist, seinen Lebensunterhalt selbständig zu bestreiten. Außerdem bedeutete dies einen Verlust von 750 Mio. Dollar – Arthur willigt ein.
Bei Frusteinkäufen bei einem New Yorker Herrenausstatter beobachtet Arthur die Ladendiebin Linda Marolla und rettet sie vor dem Kaufhausdetektiv. Er verliebt sich in das unkomplizierte Mädchen. Zum ersten Mal in seinem Leben scheint er glücklich zu sein. Sie treffen sich regelmäßig, doch bedrohlich rücken Verlobungs- und Hochzeitstermin mit Susan Johnson näher. Der gewalttätige Brautvater Burt Johnson droht ihm: Sollte er seine Tochter unglücklich machen, würde er ihn eigenhändig umbringen. Da nicht nur sein Leben bedroht ist, sondern auch die Millionen, entschließt er sich, Linda die Wahrheit zu sagen. Die Beziehung zu Linda scheint daran zu zerbrechen.
Butler Hobson sieht in dem Liebeskonflikt jedoch, dass Arthur endlich erwachsen zu werden scheint. Er trifft sich mit Linda und möchte, dass sie auf der Verlobungsparty erscheint. Auf der Party erkennt Arthur, dass für ihn nur Linda in Frage kommt, er die Maskerade mit Susan jedoch weiterspielen muss. Doch plötzlich wird er von seinem Chauffeur informiert, dass Butler Hobson ins Krankenhaus eingeliefert wurde. Arthur stürzt sich daraufhin zum ersten Mal im Leben in eine sinnerfüllte Aufgabe: er pflegt den todkranken Alten. Dabei stellt er fest, dass Hobson ihm näher ist als der eigene Vater.
Hobson verstirbt. Als die Trauung unmittelbar bevorsteht, weiß Arthur, dass er Susan unmöglich heiraten kann. In der Kirche wartet die Hochzeitsgesellschaft auf den Bräutigam – der erscheint schließlich, ist aber betrunken. Er erklärt das Hochzeitstheater für beendet. Burt Johnson verprügelt Arthur, und Großmutter Martha kann eben noch verhindern, dass er ihn ersticht. Arthur weiß jetzt, dass er für ein Leben mit Linda sogar auf seine Millionen verzichten würde.

## Kritiken
„Der turbulente […] Film […] lebt vor allem von seinen Darstellern; bemerkenswert: John Gielgud als Butler.“

„Das Mädchen ist Liza Minnelli, weder jung noch schön, die dem Film schon mit ihrem Profil Profil gibt. Ihr Partner ist Dudley Moore, der Bo Derek als „Traumfrau“ die Schau wegstolperte. Seine nervöse Slapstick-Eleganz macht den reichen Saufkopp nicht nur erträglich, sondern sogar hinreißend witzig. Jedenfalls im O-Ton, denn in der deutschen Fassung muß man sich erst daran gewöhnen, daß Arthur so spricht, wie man sich Harald Juhnke in einem Böblinger Hotel vorzustellen hätte, wenn der Jägermeister endlich alle ist.“

- Aufmerksamkeit erregte auch Liza Minnelli, deren „muntere Persönlichkeit und ansprechende Verrücktheit“ laut Hollywood Reporter „perfekt für die Rolle“ seien. Die New York Times lobte Minnellis „reichlich komische und sichere Darbietung“, die zusammen mit Moore „mit anziehender Beschwingtheit“ spiele.[2]

## Auszeichnungen
Bei der Golden-Globe-Award-Verleihung 1982 war der Film die erfolgreichste Komödie des Jahrgangs. In der Kategorie Musical/Comedy erhielt er den Hauptpreis. Dudley Moore wurde als bester Hauptdarsteller ausgezeichnet und John Gielgud als bester Nebendarsteller. Burt Bacharach erhielt für den Titelsong Best That You Can Do gemeinsam mit Carole Bayer Sager, dem Texter Peter Allen und Christopher Cross, der den Song auch interpretierte, den Preis für das beste Lied in einem Film. Liza Minnelli war zwar nominiert, ging aber leer aus.
Bei der späteren Oscarverleihung erhielten Bacharach, Bayer Sager, Allen und Cross auch den Oscar für den besten Filmsong. Von den Schauspielern erhielt nur John Gielgud eine Auszeichnung als bester Nebendarsteller. Dudley Moore wurde als bester Hauptdarsteller und Steve Gordon für das beste Originaldrehbuch nominiert.
Die Writers Guild of America zeichnete das Drehbuch in der Kategorie Bestes Originaldrehbuch (Komödie) aus.

## Soundtrack
Das aus dem Soundtrack stammende Lied Arthur’s Theme (Best That You Can Do), gesungen und mitkomponiert von Christopher Cross, wurde sehr populär und erreichte 1981 vordere Platzierungen in den internationalen Charts.

## Neuverfilmung (Remake)
2011 erschien unter dem Titel Arthur eine Neuverfilmung des Spielfilms mit Russell Brand, Helen Mirren, Jennifer Garner und Greta Gerwig in den Hauptrollen.